# 15e étape du Tour d'Espagne 2009

La 15e étape du Tour d'Espagne 2009 s'est déroulée le 14 septembre 2009 entre Jaén et Cordoue sur 170,8 kilomètres. Cette étape est remportée par le Néerlandais Lars Boom. Alejandro Valverde, conserve la tête du classement général.

## Récit
Le Néerlandais de 23 ans Lars Boom (Rabobank) s'est imposé en solitaire à Cordoue après avoir faussé compagnie au groupe de tête de douze coureurs à 25 kilomètres de la fin. L'Espagnol David Herrero (Xacobeo Galicia) a pris la 2e place à 1'34". L'Allemand Dominik Roels (Milram) est 3e à 2'04". Six autres échappées ont passé la ligne avec un retard de plus de 2 minutes. Le peloton avec le maillot amarillo Alejandro Valverde (Caisse d'Epargne) a concédé plus de 20 minutes au vainqueur du jour.

## Classement de l'étape
|    | Coureur            | Pays       | Équipe                | Temps           |
| -- | ------------------ | ---------- | --------------------- | --------------- |
| 1  | Lars Boom          | Pays-Bas   | Rabobank              | 4 h 12 min 56 s |
| 2  | David Herrero      | Espagne    | Xacobeo Galicia       | + 1 min 37 s    |
| 3  | Dominik Roels      | Allemagne  | Team Milram           | + 1 min 44 s    |
| 4  | Leonardo Duque     | Colombie   | Cofidis               | + 2 min 04 s    |
| 5  | Maxim Iglinskiy    | Kazakhstan | Astana                | m.t.            |
| 6  | Alexandr Kolobnev  | Russie     | Team Saxo Bank        | m.t.            |
| 7  | Martin Velits      | Slovaquie  | Team Milram           | m.t.            |
| 8  | Serafín Martínez   | Espagne    | Xacobeo Galicia       | m.t.            |
| 9  | Alexander Efimkin  | Russie     | AG2R La Mondiale      | m.t.            |
| 10 | Matthieu Ladagnous | France     | La Française des jeux | + 3 min 23 s    |

## Classement général
|     | Coureur            | Pays       | Équipe            | Temps            |
| --- | ------------------ | ---------- | ----------------- | ---------------- |
| 1   | Alejandro Valverde | Espagne    | Caisse d'Épargne  | 65 h 08 min 50 s |
| 2   | Robert Gesink      | Pays-Bas   | Rabobank          | + 31 s           |
| 3   | Samuel Sánchez     | Espagne    | Euskaltel-Euskadi | + 1 min 10 s     |
| 4   | Ivan Basso         | Italie     | Liquigas          | + 1 min 28 s     |
| 5   | Cadel Evans        | Australie  | Silence-Lotto     | + 1 min 51 s     |
| 6   | Ezequiel Mosquera  | Espagne    | Xacobeo Galicia   | + 1 min 54 s     |
| 7   | Joaquim Rodríguez  | Espagne    | Caisse d'Épargne  | + 5 min 53 s     |
| 8   | Paolo Tiralongo    | Italie     | Lampre-NGC        | + 6 min 34 s     |
| 9   | Thomas Danielson   | États-Unis | Garmin-Slipstream | + 8 min 28 s     |
| Dsq | Juan José Cobo     | Espagne    | Fuji-Servetto     | + 10 min 45 s    |

## Classements annexes
| Classement par points | Classement par points | Classement par points | Classement par points | Classement par points |
| Rang                  | Cycliste              | Pays                  | Équipe                | Pts                   |
| --------------------- | --------------------- | --------------------- | --------------------- | --------------------- |
|                       | Alejandro Valverde    | Espagne               | Caisse d'Épargne      | 80                    |
| 2                     | André Greipel         | Allemagne             | Team Columbia-HTC     | 74                    |
| 3                     | Robert Gesink         | Pays-Bas              | Rabobank              | 68                    |

| Grand Prix de la montagne | Grand Prix de la montagne | Grand Prix de la montagne | Grand Prix de la montagne | Grand Prix de la montagne |
| Rang                      | Cycliste                  | Pays                      | Équipe                    | Pts                       |
| ------------------------- | ------------------------- | ------------------------- | ------------------------- | ------------------------- |
|                           | David Moncoutié           | France                    | Cofidis                   | 160                       |
| 2                         | David de la Fuente        | Espagne                   | Fuji-Servetto             | 83                        |
| 3                         | Damiano Cunego            | Italie                    | Lampre-NGC                | 76                        |

| Combiné | Combiné            | Combiné  | Combiné           | Combiné |
| Rang    | Cycliste           | Pays     | Équipe            | Pts     |
| ------- | ------------------ | -------- | ----------------- | ------- |
|         | Alejandro Valverde | Espagne  | Caisse d'Épargne  | 9       |
| 2       | Robert Gesink      | Pays-Bas | Rabobank          | 11      |
| 3       | Samuel Sánchez     | Espagne  | Euskaltel-Euskadi | 22      |

| Classement par équipes | Classement par équipes | Classement par équipes | Classement par équipes | Classement par équipes |
| Rang                   | Pays                   | Équipe                 | Temps                  |                        |
| ---------------------- | ---------------------- | ---------------------- | ---------------------- | ---------------------- |
|                        | Xacobeo Galicia        | Espagne                | en 195 h 15 min 19 s   |                        |
| 2                      | Caisse d'Épargne       | Espagne                | + 20 min 51 s          |                        |
| 3                      | Astana                 | Kazakhstan             | + 27 min 47 s          |                        |

## Abandons
- Svein Tuft (Garmin-Slipstream)